# Domenico Zumpano
Domenico Zumpano, detto Mimmo il biondo (Crotone, 2 settembre 1953 – Roma, 4 febbraio 1997), è stato un mafioso italiano ed esponente dell'organizzazione malavitosa romana Banda della Magliana.

## Biografia
Nato a Crotone ma ben presto trasferitosi a Roma, dove si fece subito conoscere dalle forze dell'ordine per alcuni reati legati a traffici di ricettazione. Nel 1977 entrò a far parte, assieme al fratello Francesco del nucleo originario della Banda della Magliana, introdotti dall'amico Franco Giuseppucci che aveva affidato a loro la gestione, per conto della banda stessa, del commercio della cocaina nelle zone di Testaccio e viale Marconi e di tenere i contatti col fornitore di Manuel Fuentes Cancino, detto il Cileno. Sempre per l'organizzazione, Zumpano si occupava anche di custodire una parte delle armi in dotazione alla banda.
Zumpano muore il 3 febbraio del 1997 all'ospedale Sant'Eugenio di Roma dove era stato ricoverato la sera prima in gravissime condizioni dopo essere precipitato per le scale della sua abitazione e aver battuto violentemente la testa, colto da una crisi epilettica.